# Кирхгеллерзен
Кирхгеллерзен (нем. Kirchgellersen) — община в Германии, в земле Нижняя Саксония.
Входит в состав района Люнебург. Подчиняется управлению Геллерзен. Население составляет 2140 человек (на 31 декабря 2010 года). Занимает площадь 19,99 км².